# Life tag

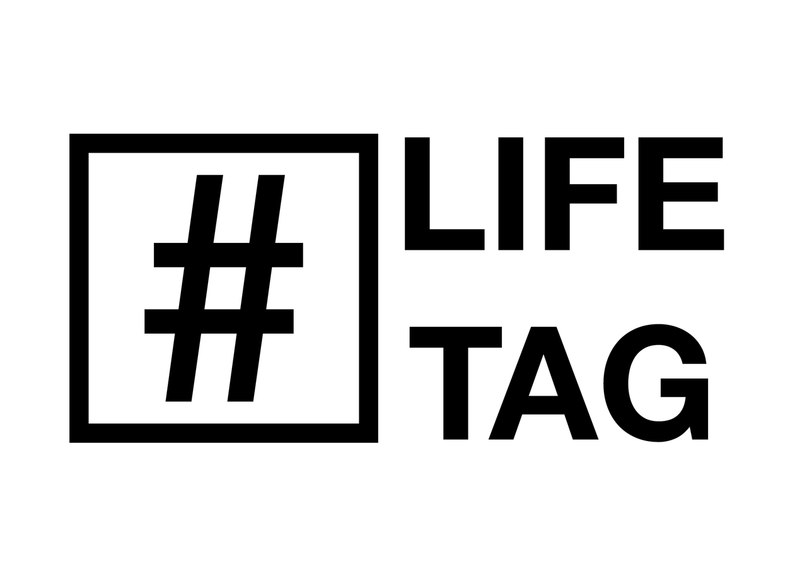
Сайт: https://web.archive.org/web/20150223233328/http://lifetag.com.ua/

Life tag (від англ. life — життя, tag — ярлик) — проект, спрямований на допомогу переселенцям із зони АТО, який працює на основі SMS-сервісу та вебінтерфейсу.

## Ідея
Суть  проекту Life Tag –  забезпечити зв'язок між людиною із зони АТО і волонтером, який може надати їй допомогу.
Через відсутність у людей гаджетів і доступу до Інтернету, Life tag запровадив сервіс, яким можна буде скористатись з будь-якого телефону за допомогою SMS-повідомлень.
Волонтери реєструються у системі через Інтернет,де створюють свій особистий кабінет, вказавши ім'я, місто, потребу, яку вона може задовольнити, і кількість людей, яким може допомогти.
Система працює за принципом запит-відповідь. Надіславши SMS на номер, людина отримує список контактів волонтерів і державних служб відповідно до свого запиту. Волонтери також отримують цей запит і одразу  
телефонують,щоб надати допомогу. 
Створення першої бази реєстру громадян, які були змушені виїхати із зони АТО. Завдяки цьому з'являється можливість дізнатись, скільки переселенців потребують допомоги. 

## Історія розробки
- 07.02.2015р. стартував національний хакатон “Програмісти допоможуть переселенцям з Донбасу”. На реалізацію ідей проектів було відведено два дні. [Архівовано 23 лютого 2015 у Wayback Machine.]

- 08.02.2015р. проект Life tag виборов перше місце і отримав фінансову підтримку у вигляді 45 000 гривень.

## Засновники
- Гліб Кошуков
- Оксана Гриців
- Андрій Лях
- Назар Козак

Засновниками проекту стали студенти факультету інформатики «Києво-Могилянської академії».   [Архівовано 23 лютого 2015 у Wayback Machine.]
Під час хакатону до команди також приєднались маркетолог Вадим Арістов та програміст - студент ІКІТ НАУ Ярослав Підмогильний.